# 斯托克島
斯托克島（英語：Stoker Island）是南極洲的島嶼，位於格林尼治島北面，屬於南設得蘭群島的一部分，長0.55公里、寬0.4公里，面積0.2平方公里，處於埃米琳島西南面2.65公里、謝拉島西北面2.2公里、迪島西北面3.7公里、翁格利島東北面3.9公里、羅密歐島東南面4.26公里和霍姆斯岩西南面1.7公里。

## 外部連結
- SCAR Composite Antarctic Gazetteer（页面存档备份，存于）.

62°23′50.4″S 59°50′54.1″W / 62.397333°S 59.848361°W